# Нічна пісня подорожнього
«Нічна пісня подорожнього», або «Нічна пісня мандрівника» (нім. Wandrers Nachtlied) — назва двох віршів німецького поета Йоганна Вольфганга Гете: «Ти, хто з небес» (1776, нім. Der du von dem Himmel bist) та «На гірських вершинах» (1780, нім. Über allen Gipfeln), які належать до найвідоміших творів поета. 1815 року обидва вірші опубліковано разом під палітуркою видання «Твори. Том 1» із заголовками «Нічна пісня подорожнього» (нім. Wandrers Nachtlied) та «Ще одна» (нім. Ein gleiches). Обидва вірші покладено на музику у форматі Lied (D 224 і D 768) завдяки Францу Шуберту.

## «Нічна пісня подорожнього» I

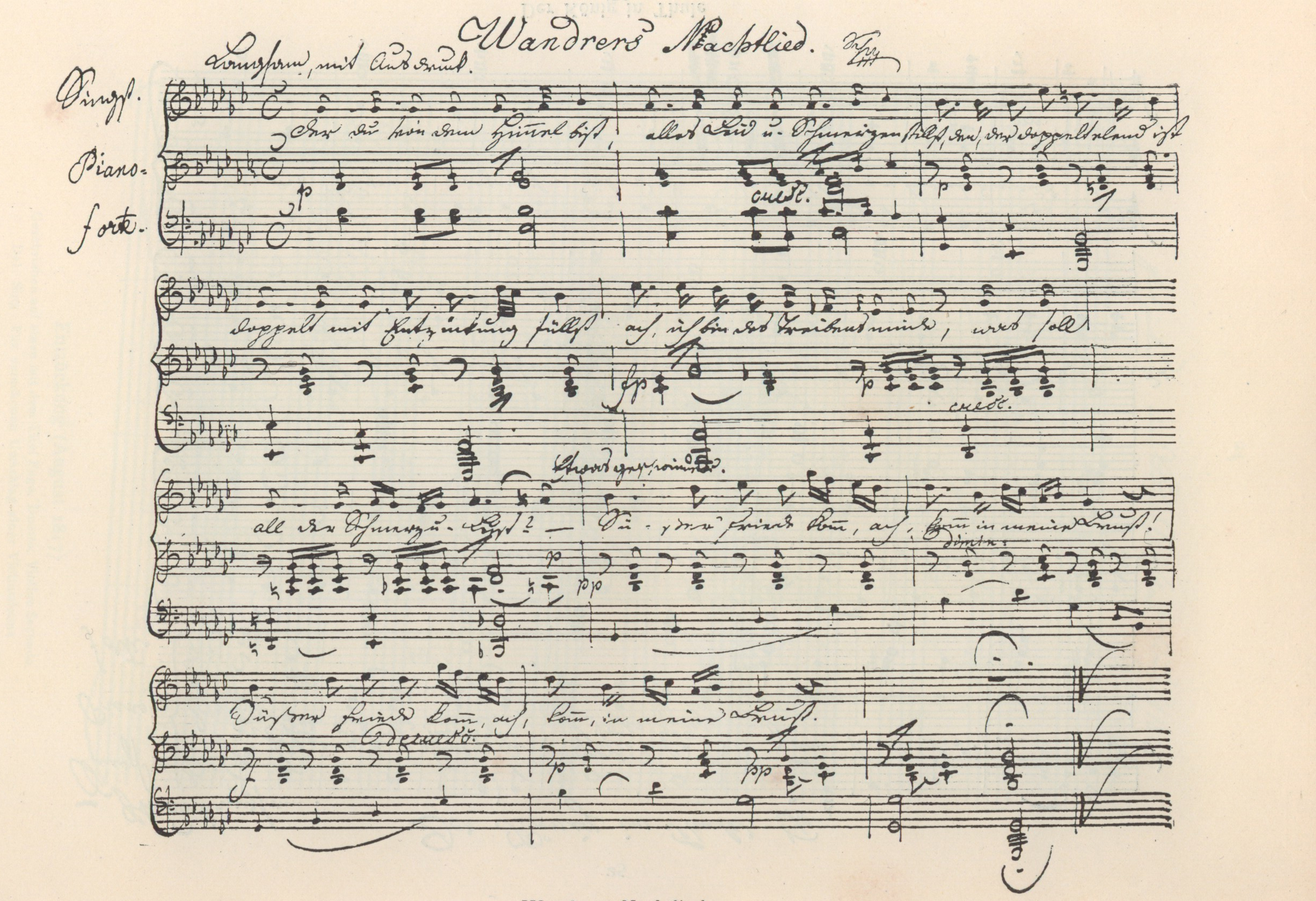
Шуберт: Пісня «Нічна пісня подорожнього» I, Op. 4, No. 3 (D 224), автограф, 1815

Рукопис «Нічної пісні подорожнього: Ти, хто з небес» («Der du von dem Himmel bist») віднайдено серед листів Ґете до Шарлоти фон Штайн та містить підпис «На схилах Еттерсбурга, 12 лютого, 76»; припускається, що поет написав вірш під дубом Ґете. Нижче наведено англійський переклад Генрі Лонгфелло:
| Der du von dem Himmel bist, Alles Leid und Schmerzen stillest, Den, der doppelt elend ist, Doppelt mit Erquickung füllest; Ach, ich bin des Treibens müde! Was soll all der Schmerz und Lust? Süßer Friede, Komm, ach komm in meine Brust! | Thou that from the heavens art, Every pain and sorrow stillest, And the doubly wretched heart Doubly with refreshment fillest, I am weary with contending! Why this rapture and unrest? Peace descending Come, ah, come into my breast! |

1815 року Франц Шуберт поклав вірш на музику, замінивши «stillest» та «füllest» на «stillst» та "füllst, " а також «Erquickung» на «Entzückung».

## «Нічна пісня подорожнього» II

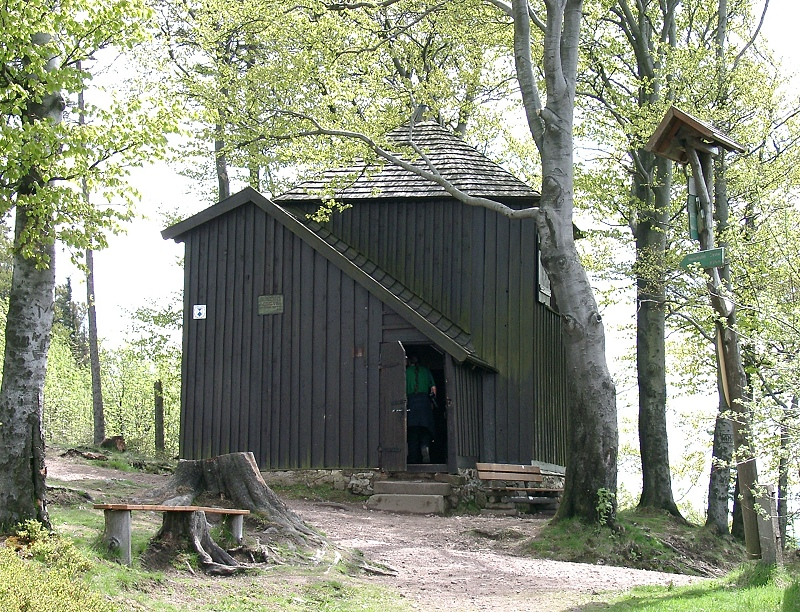
Хатина, де Ґете написав вірш

«Нічна пісня подорожнього: На гірських вершинах II» ("Über allen Gipfeln") вважається одним із найдосконаліших віршів, написаних німецькою мовою.  Ґете написав вірш увечері 6 вересня 1780 року на стіні лісничого будиночка на вершині гори Кікельган (нім. Kickelhahn), поблизу  Ільменау, де згідно з його листом до Шарлоти фон Штайн, поет провів ніч.
| Über allen Gipfeln Ist Ruh, In allen Wipfeln Spürest du Kaum einen Hauch; Die Vögelein schweigen im Walde. Warte nur, balde Ruhest du auch. | На гірських вершинах імла, в лісах, долинах залягла тиша: ти не бентеж птахів — хай німують навколо. Йди лише — й скоро спочинеш теж. (Переклад Леоніда Череватенка) |

Друг Ґете Карл Людвіг фон Кнебель згадав вірш «Нічна пісня подорожнього» у своєму щоденнику, також його задукоментовано у записах Йоганна-Готфріда Гердера та Луїзи фон Гехгаузен. Вперше твір надруковано завдяки Адольфу фон Геннінґсу у 1800 році, а 1803 року вірш опублікував Август фон Коцебу. Перший англійський переклад вірша вийшов на сторінках журналу «Monthly Magazine» у лютому 1801 року. Українською мовою вірш переклали Микола Бажан, Леонід Череватенко, Петро Тимочко тощо. 1823 року Франц Шубер поклав вірш на музику (Op. 96 No. 3, D. 768), пісня виконувалася голосом сопрано, тенором та баритоном; зокрема одним із найвідоміших виконавців став Дітріх Фішер-Діскау. З листа Ґете до Карла Зелтера відомо, що поет знову навідався до хатини 27 серпня 1831 і, знайшовши на стіні свій вірш, залився сльозами. 